# Guy Delhasse
Guy Delhasse (1933. február 19. – 2025. január 27.) válogatott belga labdarúgó, kapus.

## Pályafutása

### Klubcsapatban
1952 és 1967 között az RFC Liège labdarúgója volt, ahol egy belga bajnoki címet szerzett. 1967 és 1969 között a Beringen csapatában fejezte be az aktív játékot.

### A válogatottban
1961 és 1965 között hét alkalommal szerepelt a belga válogatottban.

## Sikerei, díjai
RFC Liège
- Belga bajnokság
  - bajnok: 1952–53

## Statisztika

### Mérkőzései a belga válogatottban
| Belgium | Belgium              | Belgium                       | Belgium       | Belgium  | Belgium    | Belgium      | Belgium | Belgium |
| #       | Dátum                | Helyszín                      | Hazai         | Eredmény | Vendég     | Kiírás       | Gólok   | Esemény |
| ------- | -------------------- | ----------------------------- | ------------- | -------- | ---------- | ------------ | ------- | ------- |
| 1.      | 1961. március 8.     | Frankfurt, Waldstadion        | NSZK          | 1 – 0    | Belgium    | barátságos   | -       |         |
| 2.      | 1961. március 15.    | Párizs, Parc des Princes      | Franciaország | 1 – 1    | Belgium    | barátságos   | -       | 46'     |
| 3.      | 1961. március 22.    | Rotterdam, Feijenoord Stadion | Hollandia     | 6 – 2    | Belgium    | barátságos   | -       |         |
| 4.      | 1961. május 20.      | Lausanne, Olimpiai Stadion    | Svájc         | 2 – 1    | Belgium    | vb-selejtező | -       |         |
| 5.      | 1961. október 4.     | Brüsszel, Heysel Stadion      | Belgium       | 0 – 2    | Svédország | vb-selejtező | -       |         |
| 6.      | 1964. szeptember 30. | Antwerpen, Bosuilstadion      | Belgium       | 1 – 0    | Hollandia  | barátságos   | -       | 46'     |
| 7.      | 1965. szeptember 26. | Szófia, Szlavija stadion      | Bulgária      | 3 – 0    | Belgium    | vb-selejtező | -       |         |
|         | Összesen             |                               |               | 7        | mérkőzés   |              | 0       | gól     |